# William Zabka
Wiliam Zabka (født 20. oktober 1965) er en amerikansk skuespiller. Han er bedst kendt for sin rolle som Johnny Lawrence i filmen Karate Kid (1986) og tv-serien Cobra Kai (2018-nu).

## Privatliv
William Zabka er født i New York. Zabka har en bror og en søster. Han giftede sig med Stacie Zabka i 2008, og sammen har de to børn. Zabka er kristen.

## Filmografi

### Film
| År   | Titel                                | Rolle                        | Noter                                                                                 |
| ---- | ------------------------------------ | ---------------------------- | ------------------------------------------------------------------------------------- |
| 1984 | The Karate Kid                       | Johnny Lawrence              |                                                                                       |
| 1985 | Just One of the Guys                 | Greg Tolan                   |                                                                                       |
| 1985 | National Lampoon's European Vacation | Jack                         |                                                                                       |
| 1986 | Back to School                       | Chas Osborne                 |                                                                                       |
| 1986 | The Karate Kid Part II               | Johnny Lawrence              | Cameo                                                                                 |
| 1988 | A Tiger's Tale                       | Randy                        |                                                                                       |
| 1989 | The Karate Kid Part III              | Johnny Lawrence              | Archive Footage                                                                       |
| 1991 | For Parents Only                     | Ted                          | Alternativ titel:: Mean Parents Suck                                                  |
| 1992 | Shootfighter: Fight to the Death     | Ruben                        | Alternativ titel: Shootfighter                                                        |
| 1994 | Unlawful Passage                     | Howie                        |                                                                                       |
| 1995 | Shootfighter II                      | Ruben                        |                                                                                       |
| 1995 | The Power Within                     | Raymond Vonn                 | Alternativ titel: Power Man                                                           |
| 1997 | High Voltage                         | Bulldog                      |                                                                                       |
| 1999 | Interceptors                         | Dave                         | Alternativ titel: Interceptor Force Predator 3: Intercepters The Last Line of Defence |
| 2000 | Falcon Down                          | Security Guard John          |                                                                                       |
| 2001 | Ablaze                               | Curt Peters                  |                                                                                       |
| 2001 | Mindstorm                            | Rojack                       | Alternativ titel: Artificial Telepathy Project: Human Weapon                          |
| 2002 | Gale Force                           | Rance                        |                                                                                       |
| 2002 | Hyper Sonic                          | The Executive                |                                                                                       |
| 2002 | Landspeed                            | Bob Bailey                   |                                                                                       |
| 2002 | Dark Descent                         | Marty (Opening credits only) | Alternativ titel: Descent Into Darkness                                               |
| 2002 | Antibody                             | Otto Emmerick                |                                                                                       |
| 2003 | Most                                 | -                            | Alternativ titel: The Bridge, screenwriter & producer                                 |
| 2004 | Roomies                              | Slick Salesman               | Alternativ titel: Wild Roomies                                                        |
| 2007 | Smiley Face                          | Prison guard                 |                                                                                       |
| 2007 | Cake: A Wedding Story                | Sam                          | Alternativ titel: Cake: A Wedding Comedy                                              |
| 2007 | Starting from Scratch                | Bill Bowman                  |                                                                                       |
| 2010 | Hot Tub Time Machine                 | Rick Steelman                |                                                                                       |
| 2010 | Mean Parents Suck                    | Detective Ted Clement        |                                                                                       |
| 2014 | Where Hope Grows                     | Milton Malcolm               |                                                                                       |
| 2015 | The Dog Who Saved Summer             | Officer Johnny               |                                                                                       |
| 2016 | The Man in the Silo                  | Kevin                        |                                                                                       |

### TV-serier
| År        | Titel                                   | Rolle                                                  | Noter                                                                   |
| --------- | --------------------------------------- | ------------------------------------------------------ | ----------------------------------------------------------------------- |
| 1983      | The Greatest American Hero              | Clarence Mortner Jr.                                   | 1 afsnit                                                                |
| 1984      | Gimme a Break!                          | Jeffery                                                | 1 afsnit                                                                |
| 1984      | CBS Schoolbreak Special                 | Rick Peterson                                          | 1 afsnit                                                                |
| 1984–1985 | E/R                                     | Druggie Kid/Thief                                      | 1 afsnit                                                                |
| 1985–1989 | The Equalizer                           | Scott McCall                                           | 9 afsnit                                                                |
| 1996      | To the Ends of Time                     | Alexander                                              | Tv-film                                                                 |
| 2000      | Epoch                                   | Joe                                                    | Tv-film                                                                 |
| 2000      | Python                                  | Greg Larsen                                            | Tv-film                                                                 |
| 2002      | Python II                               | Greg Larsen                                            | Tv-film, krediteret som Billy Zabka                                     |
| 2013      | Robot Chicken                           | Johnny Lawrence, Colonel Steven Shay, Werewolf (voice) | Gæst, sæson 6, afsnit 15, "koffeininduceret aneurisme"                  |
| 2013–2014 | How I Met Your Mother                   | Clown/Himself                                          | Gæstestjerne (sæson 8), tilbagevendende rolle (sæson 9)                 |
| 2014      | Psych                                   | Coach Bagg                                             | Gæstestjerne: Et mareridt på State Street                               |
| 2015      | Gortimer Gibbon's Life on Normal Street | Sensei Jeff                                            | Gæst, sæson 2, afsnit 9, "Stanley og tatoveringen af høje fortællinger" |
| 2018–2025 | Cobra Kai                               | Johnny Lawrence                                        | Også executive producer                                                 |